# Farthest South
Il Farthest South, talvolta indicato anche come Furthest South (in italiano il più a sud) era un modo per indicare la più elevata latitudine meridionale mai raggiunta dall'uomo. Con la conquista del Polo Sud da parte di Roald Amundsen nel 1911, il termine è divenuto obsoleto.
Significativi passaggi per la conquista del Polo sono stati la scoperta di terra a sud di capo Horn nel 1619, l'attraversamento del circolo polare antartico da parte di James Cook nel 1773 ed i primi avvistamenti del continente antartico del 1820.

## I record delFarthest South

Posizioni dei Farthest South stabiliti dal 1521 al 1911.

Tabella dei Farthest South stabiliti dal 1521 al 1911 (Le lettere fanno riferimento alla mappa a destra)
| Comandante della spedizione         | Paese       | Latitudine raggiunta   | Area                                    | Ref. | Data             |
| ----------------------------------- | ----------- | ---------------------- | --------------------------------------- | ---- | ---------------- |
| Ferdinando Magellano                | Spagna      | 54° (circa)            | Stretto di Magellano                    | A    | Novembre 1521    |
| Francisco de Hoces                  | Spagna      | 55°59' (ipotesi)       | Capo Horn                               | B    | Gennaio 1526     |
| Francis Drake                       | Inghilterra | 55°59' (ipotesi)       | Capo Horn                               | B    | Ottobre 1578     |
| Bartolomé e Gonzalo García de Nodal | Spagna      | 56°30'                 | Passaggio di Drake: isole Diego Ramírez | C    | Febbraio 1619    |
| James Cook                          | Inghilterra | 66°20'                 | Sud est di Città del Capo               | D    | 17 gennaio 1773  |
| James Cook                          | Inghilterra | 71°10'                 | Sud est della Nuova Zelanda             | E    | 30 gennaio 1774  |
| James Weddell                       | Regno Unito | 74°15'                 | Mare di Weddell                         | F    | 20 febbraio 1823 |
| James Clark Ross                    | Regno Unito | 78° (circa)            | Mare di Ross                            | G    | 8 febbraio 1841  |
| James Clark Ross                    | Regno Unito | 78°09'30"              | Mare di Ross                            | G    | 23 gennaio 1842  |
| Carsten Borchgrevink                | Regno Unito | 78°50'                 | Barriera di Ross                        | H    | 16 febbraio 1900 |
| Robert Falcon Scott                 | Regno Unito | 82°17' (agg. a 82°11') | Barriera di Ross                        | I    | 30 dicembre 1902 |
| Ernest Shackleton                   | Regno Unito | 88°23'                 | Plateau antartico                       | J    | 9 gennaio 1909   |
| Roald Amundsen                      | Norvegia    | 90°                    | Polo Sud                                | K    | 14 dicembre 1911 |